# Дэвис, Хизер
Хизер Дэвис (англ. Heather Davis; род. 26 февраля 1974, Ванкувер, Британская Колумбия) — канадская гребчиха, выступавшая за сборную Канады по академической гребле во второй половине 1990-х годов. Бронзовая призёрка летних Олимпийских игр в Сиднее, обладательница бронзовой медали чемпионата мира, победительница и призёрка регат национального значения.

## Биография
Хизер Дэвис родилась 26 февраля 1974 года в городе Ванкувер провинции Британская Колумбия, Канада.
Занималась академической греблей в Сент-Катаринсе в местном гребном клубе Ridley Graduate Boat Club, а также в Ontario Boat Club.
Дебютировала на взрослом международном уровне в сезоне 1996 года, когда вошла в основной состав канадской национальной сборной и выступила на чемпионате мира в Глазго, где в зачёте распашных безрульных четвёрок заняла пятое место.
В 1998 году побывала на мировом первенстве в Кёльне, откуда привезла награду бронзового достоинства, выигранную в восьмёрках — уступила здесь только командам из Румынии и США.
На домашнем чемпионате мира 1999 года в Сент-Катаринсе попасть в число призёров не смогла, в безрульных четвёрках финишировала пятой. Также в этом сезоне добавила в послужной список две бронзовые медали, полученные в восьмёрках на этапах Кубка мира в Вене и Люцерне.
В 2000 году на этапе Кубка мира в Люцерне взяла серебро в восьмёрках, пропустив вперёд только румынских спортсменок. Благодаря череде удачных выступлений удостоилась права защищать честь страны на летних Олимпийских играх 2000 года в Сиднее. В составе экипажа, куда также вошли гребчихи Эмма Робинсон, Баффи-Линн Александер, Элисон Корн, Тереза Люк, Хизер Макдермид, Ларисса Бизенталь, Дорота Урбаняк и рулевая Лесли Томпсон, показала третий результат в восьмёрках, финишировав позади экипажей из Румынии и Нидерландов — тем самым завоевала бронзовую олимпийскую награду.
После сиднейской Олимпиады Дэвис больше не показывала сколько-нибудь значимые результаты на международной арене.